# Sead
Sead ist ein bosnischer männlicher Vorname, die bosnische Form des arabischen Namens Sa'id mit der Bedeutung „glücklich“.

## Namensträger
- Sead Hasanefendić (* 1948), jugoslawisch-kroatischer Handballtrainer
- Sead Kajtaz (* 1963), jugoslawischer Fußballspieler
- Sead Kapetanović (* 1972), bosnischer Fußballspieler
- Sead Kolašinac (* 1993), deutsch-bosnischer Fußballspieler
- Sead Mahmutefendić (* 1949), kroatisch-bosnischer Schriftsteller, Publizist und Literaturkritiker
- Sead Mehić (* 1975), bosnischer Fußballspieler
- Sead Ramović (* 1979), bosnisch-herzegowinischer Fußballspieler
- Sead Zilić (* 1982), bosnischer Fußballspieler